# Fabio Santus
Fabio Santus (Clusone, 26 maggio 1976) è un ex fondista italiano.

## Biografia
Originario di Gromo, ha debuttato in campo internazionale ai Mondiali juniores del 1995 a Gällivare, vincendo l'argento nella 30 km a tecnica libera. Nell'edizione successiva, ad Asiago, nella stessa gara ha vinto l'oro.
In Coppa del Mondo ha esordito il 14 dicembre 1996 nella 15 km a tecnica libera di Brusson vinta da Bjørn Dæhlie (48°) e ha ottenuto il primo podio il 4 febbraio 2007 nella staffetta di Davos (2°). Dalla stagione 2009-2010 si è dedicato esclusivamente alla Marathon Cup, vincendo il trofeo nel 2010 e chiudendo al secondo posto nel 2011.
In carriera ha partecipato a due edizioni dei Giochi olimpici invernali, Salt Lake City 2002 (26° nella 50 km) e Torino 2006 (33° nella 15 km, 19° nella 50 km, 16° nell'inseguimento) e a tre dei Campionati mondiali (19° nella 50 km di Val di Fiemme 2003 il miglior risultato).

## Palmarès

### Mondiali juniores
- 4 medaglie:
  - 1 oro (30 km ad Asiago 1996)
  - 1 argento (30 km a Gällivare 1995)
  - 1 oro (staffetta 4 x 10 km Gàllivare 1995)
  - 1 oro (staffetta 4 x 10 km Asiago 1996)

### Coppa del Mondo
- Miglior piazzamento in classifica generale: 28º nel 2004
- 1 podio (a squadre[2]):
  - 1 secondo posto (staffetta 4 x 10 km Davos Svizzera)

### Marathon Cup
- Vincitore della Marathon Cup nel 2010
- 11 podi:
  - 6 vittorie
  - 4 secondi posti
  - 1 terzo posto

#### Marathon Cup - vittorie
| Data             | Gara                  | Luogo   | Paese       | Distanza    |
| ---------------- | --------------------- | ------- | ----------- | ----------- |
| 24 gennaio 2010  | Dolomitenradrundfahrt | Lienz   | Austria     | 42 km TL MS |
| 27 febbraio 2010 | American Birkebeiner  | Hayward | Stati Uniti | 52 km TL MS |
| 19 dicembre 2010 | La Sgambeda           | Livigno | Italia      | 42 km TL MS |
| 23 gennaio 2011  | Dolomitenradrundfahrt | Lienz   | Austria     | 42 km TL MS |
| 22 gennaio 2012  | Dolomitenradrundfahrt | Lienz   | Austria     | 42 km TL MS |

Legenda:

MS = partenza in linea

TL = tecnica libera

### Campionati italiani
- 10 medaglie[1]:
  - 2 ori (10 km TC, 15 km TC nel 2002)
  - 5 argenti (10 km TC nel 2000; 50 km TC nel 2005; 15 km TC, 50 km TL nel 2006; 50 km TL nel 2008)
  - 3 bronzi (30 km TC nel 1998; 15 km TL nel 2004; 15 km TL nel 2010)